# Rogozna
Rogozna (albánsky Mali i Rogoznës) je pohoří, která se nachází v jižní části centrálního Srbska, v regionu Sandžak, cca 10-12 km jihovýchodně od Nového Pazaru, u hranice s Kosovem. Táhne se ve směru jihozápad-severovýchod a dlouhé je okolo 20 km. Nachází se v trojúhelníkovém prostoru, který vymezují řeky Raška a Ibar. Přítoky obou řek vytvořily do Rogozny v průběhu staletí hluboká údolí s četnými skalními stěnami. Nejvyšším bodem pohoří je vrchol Crni Vrh s nadmořskou výškou 1504 m n. m. Vrcholky pohoří jsou hustě zalesněné. Centrální hřeben pohoří vystupuje do nadmořské výšky 800–1200 m n. m.
V dobách středověku vedla přes pohoří Rogozna obchodní cesta, která spojovala Bosnu se Skopjí a Soluní. Obchodu se dařilo po této trase až do moderních časů a výstavby železniční trati v údolí řeky Ibar, kdy se město Raška stalo přirozeným místem pro náklad zboží na území Novopazarského sandžaku. 
V pohoří se nacházejí různé rudné žíly. Některé kovy zde byly ve středověku intenzivně těženy. Okolo dolů se rozvíjela osada Rogozno, pracovali zde saští horníci a rudu vykupovali dalmatští obchodníci. V pohoří se také nachází pozůstatky středověké pevnosti Jeleča.